# 椎名悅三郎
椎名悅三郎（日语：椎名 悦三郎/しいな えつさぶろう，1898年1月16日—1979年9月30日），日本政治家。出身於岩手縣水澤町（今奥州市）。是日本1960年代至1970年代政壇的重要人物，歷任內閣官房長官、通商產業大臣、外務大臣等要職，在自民黨內亦先後擔任總務會長、政調會長、副總裁等職務。1974年田中角榮首相辭職後以自民黨元老的身份裁定三木武夫出任后繼黨總裁和首相，史稱「椎名裁定」。
椎名的伯父後藤新平是明治至昭和時期著名的醫師和政治家；他也有幕末革命家高野長英的血統。

## 生平

### 其他
1972年，當日本宣布與中華民國斷交、改和中華人民共和國建交後，椎名曾以特使身分來到台灣向中華民國政府進行說明。當時還在讀大學的中華民國前總統馬英九與同學至機場對椎名悅三郎示威，用雞蛋砸中其座車。

## 荣誉

### 外国勋章奖章
- 修交勋章光化章（韩国，1969年8月14日[3]）

## 著作
- 《童話與政治》